# Escudo de Guanajuato
El Escudo de Armas del Estado Libre y Soberano de Guanajuato, que originalmente pertenecía únicamente a la ciudad homónima, fue creado y otorgado por el Rey Felipe V de España el 8 de diciembre de 1741, que a su vez le dio a dicha ciudad el título de "Muy Noble y Muy Leal Ciudad de Santa Fe y Real de Minas de Guanajuato".Es, junto con la bandera y el himno, uno de los tres símbolos oficiales del estado.
El escudo fue oficializado tras 281 años el 16 de noviembre de 2023, al ser mencionado en la Ley del Escudo, la Bandera y el Himno del Estado de Guanajuato, durante el mandato del gobernador Diego Sinhue Rodríguez Vallejo, en el marco de los festejos por el 200 aniversario de la creación del estado.

## Cédula Real
La cédula real de la fundación de la ciudad de Guanajuato fue dada el 8 de diciembre de 1741 en el Palacio del Buen Retiro a nombre de Felipe V, por su secretario: Fernando Triviño.
Un extracto de la cédula es el siguiente:
Don Phelipe por la gracia D. Dios Rey de Castilla, de León, de Aragón, de las Dos Sicilias, de Jerusalén, de Navarra, de Granada, de Toledo, de Valencia, de Galicia, de Mallorca, de Sevilla, de Cerdeña, de Córdoba, de Córcega, de Murcia, de Jaén, de los Algarves, de Algeciras, de Gibraltar, de las Islas de Canaria, de las Indias, islas y tierra firme del mar Océano, Archiduque de Austria, Duque de Borgoña, de Bravante y Milán, Conde de Habsburgo, de Flandes, Tirol y Barcelona, Señor de Vizcaya, y de Molina, etc.
Por cuanto por parte del Cabildo de Justicia, y Regimiento de la Villa de Santa Fé, y Real de Minas de Guanajuato, en el Reyno de la Nueva España, se me ha representado que su situación y temperamento, es tan propicio y saludable, que por sus buenos, y por copiosos frutos, y aguas, y demás requisitos prevenidos por la ley primera del Título quinto del libro cuarto de la recopilación de las Indias para obtener el Título de Ciudad, acompañados de las ventajosas conveniencias que ofrecen sus abundantes minas de plata y oro, se ha aumentado considerablemente su vecindario, población, edificios, haciendas, habitadores, siendo muchos los pasajeros que la frecuentan, por su crecido trato y comercio, atraídos de su riqueza, y abundancia de frutos; y que es al presente uno de los Reales de Minas más útiles de la Nueva España [...] constando todo lo expresado de los instrumentos que presentaba; cuya consecuencia me suplicaba fuera servido de concederla el Título de tal [Ciudad], con los honores y goces de las Armas y divisas conocidas, y señaladas que tienen en su Escudo, con el timbre de la fé, y la facultad de poder usar de ellas, así en sus Cajas Capitulares, como en los pendones, estandartes, banderas, sellos, obras públicas y demás partes que por bien tuviere [...]
He resuelto sobre consulta de catorce de Octubre del año pasado, honrar y ennoblecer, condecorar y sublimar a la mencionada Villa de Santa Fé, y Real de Minas de Guanajuato, con el título de Ciudad á que aspira y solicita, concediéndole las Armas, fueros, y privilegios que la corresponden por leyes, y según, y como gozaren, y estuvieran permitidos, á las demás sufragáneas de la Capital de aquel Reyno [...] y que así la llamen los Señores Reyes que me sucedieren, á quienes encargo, que me amparen y favorezcan á esta nueva Ciudad, y la guarden, y hagan guardar las gracias, y privilegios á tal la pertenecen. [...]

Dado en el Buen Retiro á ocho de Diciembre de mil setecientos y cuarenta y uno —Yo el Rey—

## Descripción
El escudo consiste en una placa de oro y en el centro de éste se dibuja la imagen de la Santa Fe, representada como una mujer vendada de los ojos, sosteniendo con la mano diestra un cáliz y una hostia y con la siniestra una cruz latina y una rama de palma. En la base se encuentra la forma de una concha que se halla sostenida por dos ramas de laurel, que se enlazan por un hiladillo azul, éstas a su vez se encuentran apoyadas sobre una base de mármol, que a la vez está adornada con oro. En la parte superior del escudo se encuentra la corona real de Castilla, en su variante abierta o de infante, que se soporta por hojas de acanto.

El blasón del escudo raso es el siguiente:
De oro, una mujer de plata vendada de los ojos de lo mismo, cabellada de sable y vestida de azur y gules, sosteniendo y levantando en su mano diestra un cáliz de oro sumado de una hostia de plata y con la siniestra una cruz latina de plata y una palma de sinople.

## Descripción oficial

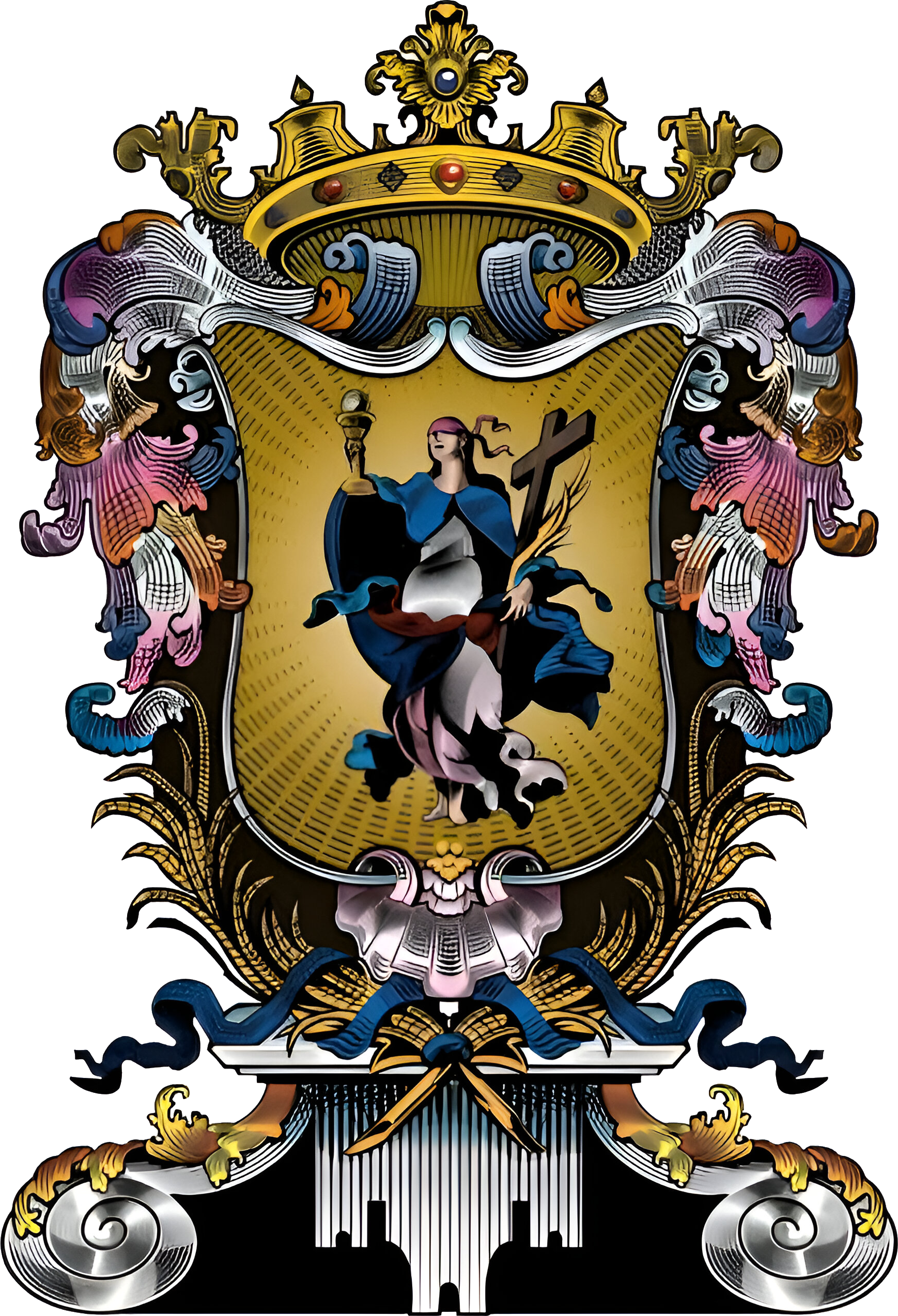
Versión oficial en la Ley del Escudo, la Bandera y el Himno del Estado de Guanajuato

Descripción dada en la Ley del Escudo, la Bandera y el Himno del Estado de Guanajuato:
El Escudo está constituido en una placa de oro, que lleva en el centro la imagen de la fe. Por su base, se enlaza en una concha sostenida por dos ramos de laurel lazadas por una cinta azul, apoyándose el todo sobre una repisa de orden compuesto, que representa ser de mármol de colores con adornos de oro. Forma su cabeza o copete del escudo, una corona sostenida por un tablado de hojas de acanto.

## Significado
La efigie de la Santa Fe representa a la Fe católica y al triunfo de ésta en la ciudad de Granada (España) sobre los musulmanes en el año de 1492, a manos de Fernando e Isabel, los Reyes Católicos. El fondo y los adornos de oro representan los minerales y metales preciosos del territorio guanajuatense, así como la base al mármol encontrado en la región. La corona real en el remate representa la gracia de la ciudad ante los Reyes de España.
No se sabe a ciencia cierta el porqué se escogió este escudo para la ciudad. La relación más directa entre la ciudad y la reconquista es la imagen venerada en el interior de la Basílica Colegiata de Nuestra Señora de Guanajuato que, según se cuenta, fue tallada por un artesano andaluz por los años de la conquista musulmana de la península ibérica y escondida en una cueva, recuperada tras la toma de Granada (casi 800 años después) en perfecto estado y regalada por el Rey Carlos I y su hijo Felipe II en 1557 a la villa de Guanajuato, como muestra de agradecimiento por los servicios prestados a la corona.

## Uso
El escudo de Guanajuato está oficializado por la Ley del Escudo, la Bandera y el Himno del Estado de Guanajuato del 16 de noviembre de 2023. Ha sido usado como logo del gobierno estatal entre 1999 y 2006 (durante los gobiernos de Ramón Martín Huerta y Juan Carlos Romero Hicks) y en varias ocasiones en el gobierno municipal de la ciudad de Guanajuato.
Es común encontrarlo también en los membretes de documentación oficial de organismos educativos y de gobierno. También fue usado por la policía estatal entre 2009 y 2019 y es usado por el Consejo Estatal de Seguridad Pública. También se podía encontrar en el reverso de los billetes de 1000 pesos mexicanos de la familia F como parte del dibujo de un vitral de la Universidad de Guanajuato, en circulación entre 2008 y 2020.

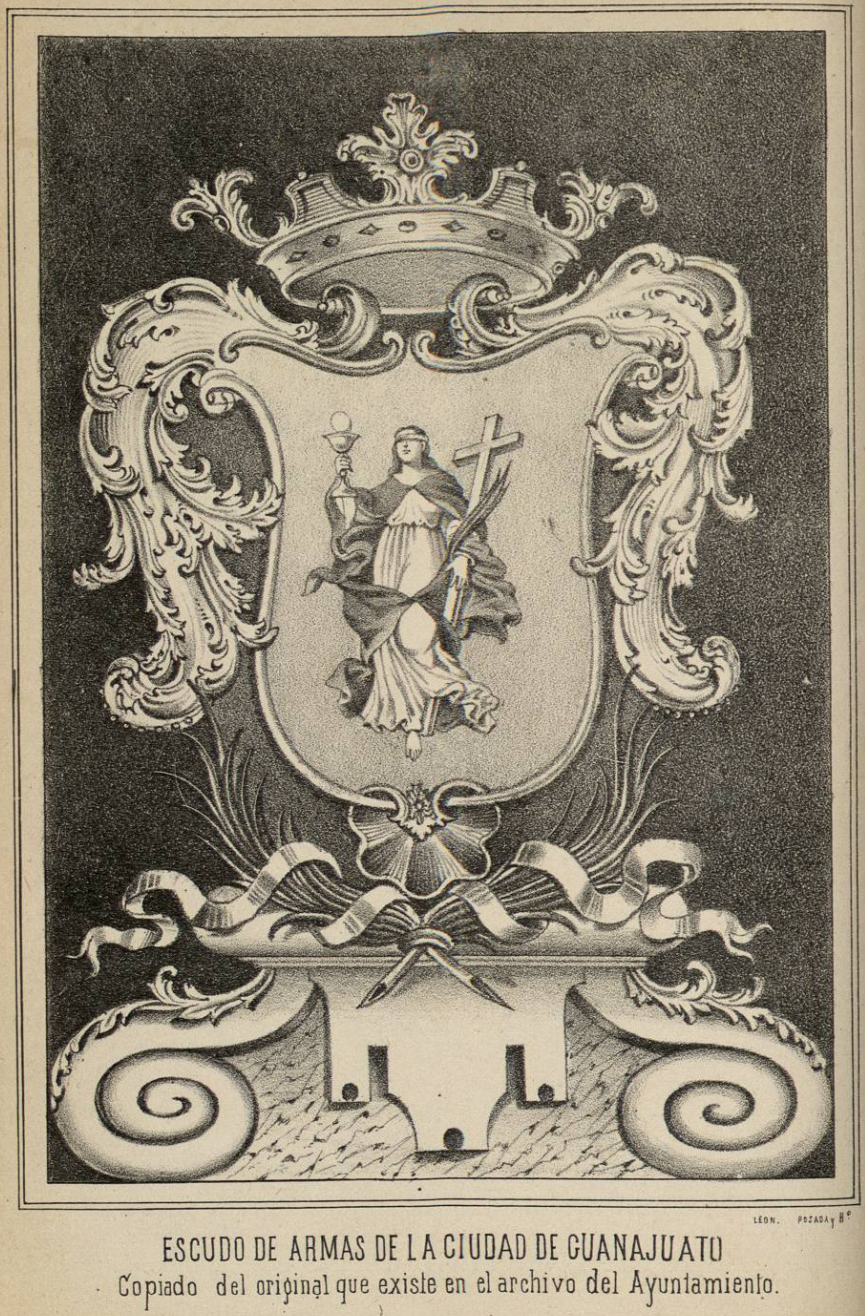
Copia del escudo de armas original de la Ciudad de Guanajuato encontrado en el archivo del ayuntamiento
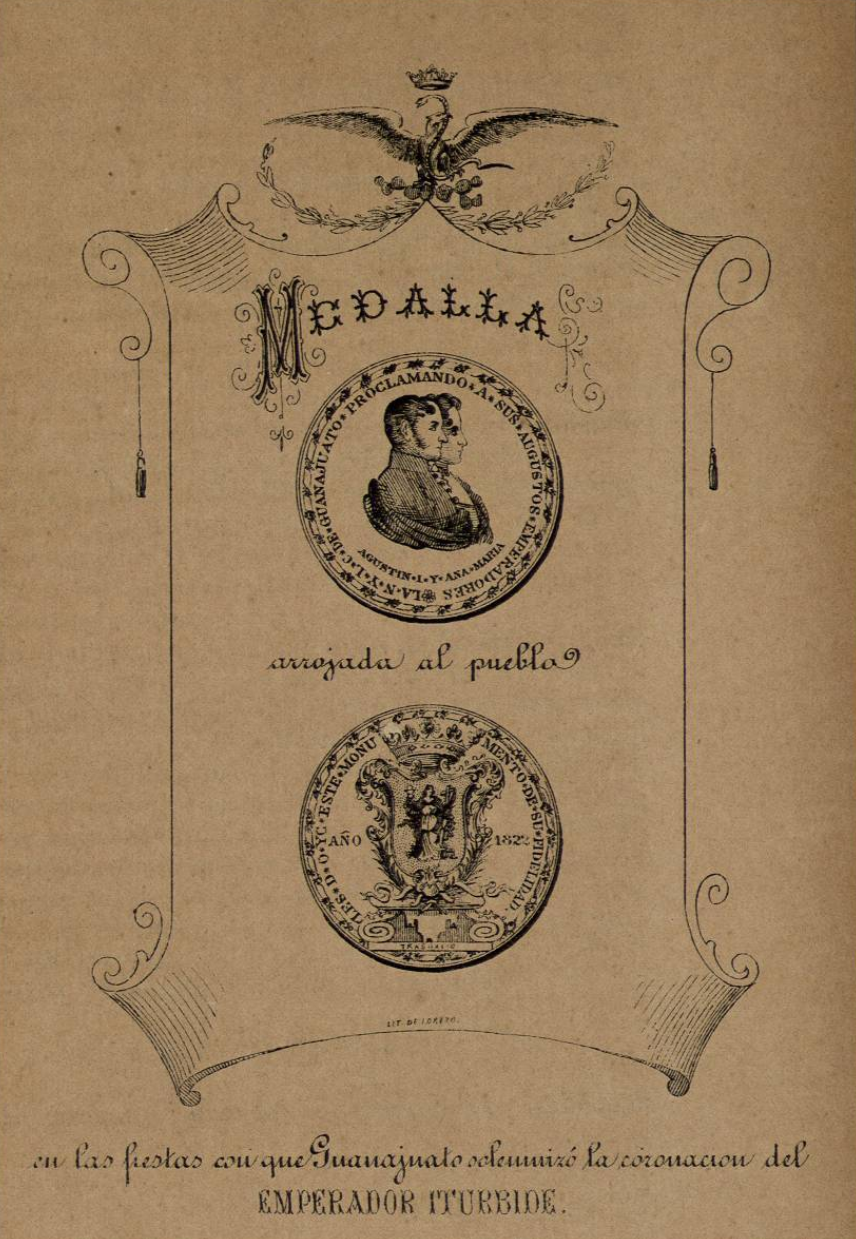
Escudo representado en el reverso de las medallas entregadas al pueblo de Guanajuato durante las celebraciones por la coronación del emperador Agustín I y Ana María Huarte en noviembre de 1822.
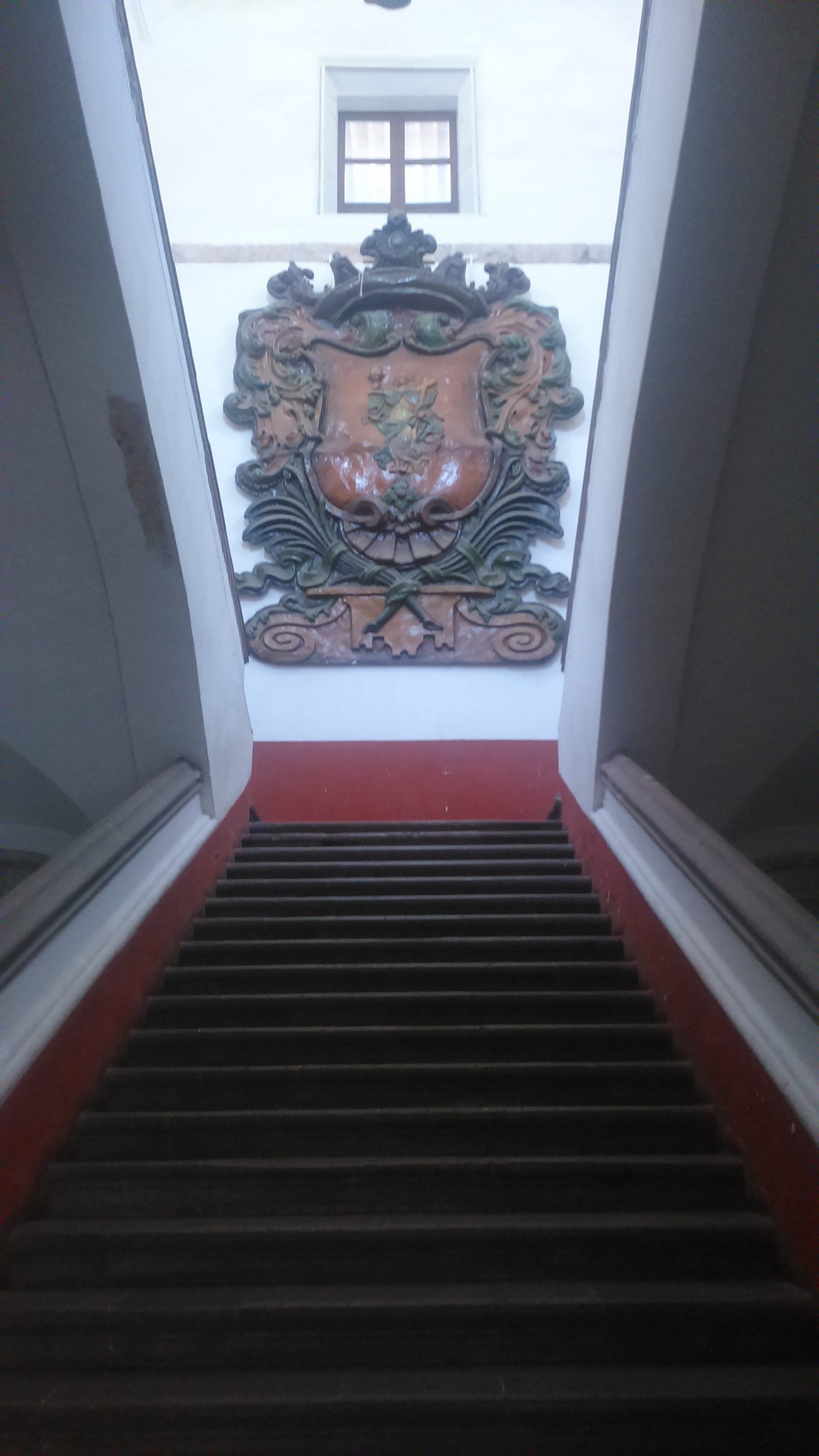
Retablo con el escudo de Guanajuato en la escalinata del Antiguo Convento de San Agustín (hoy Casa de la Cultura) en la ciudad de Celaya, Guanajuato.
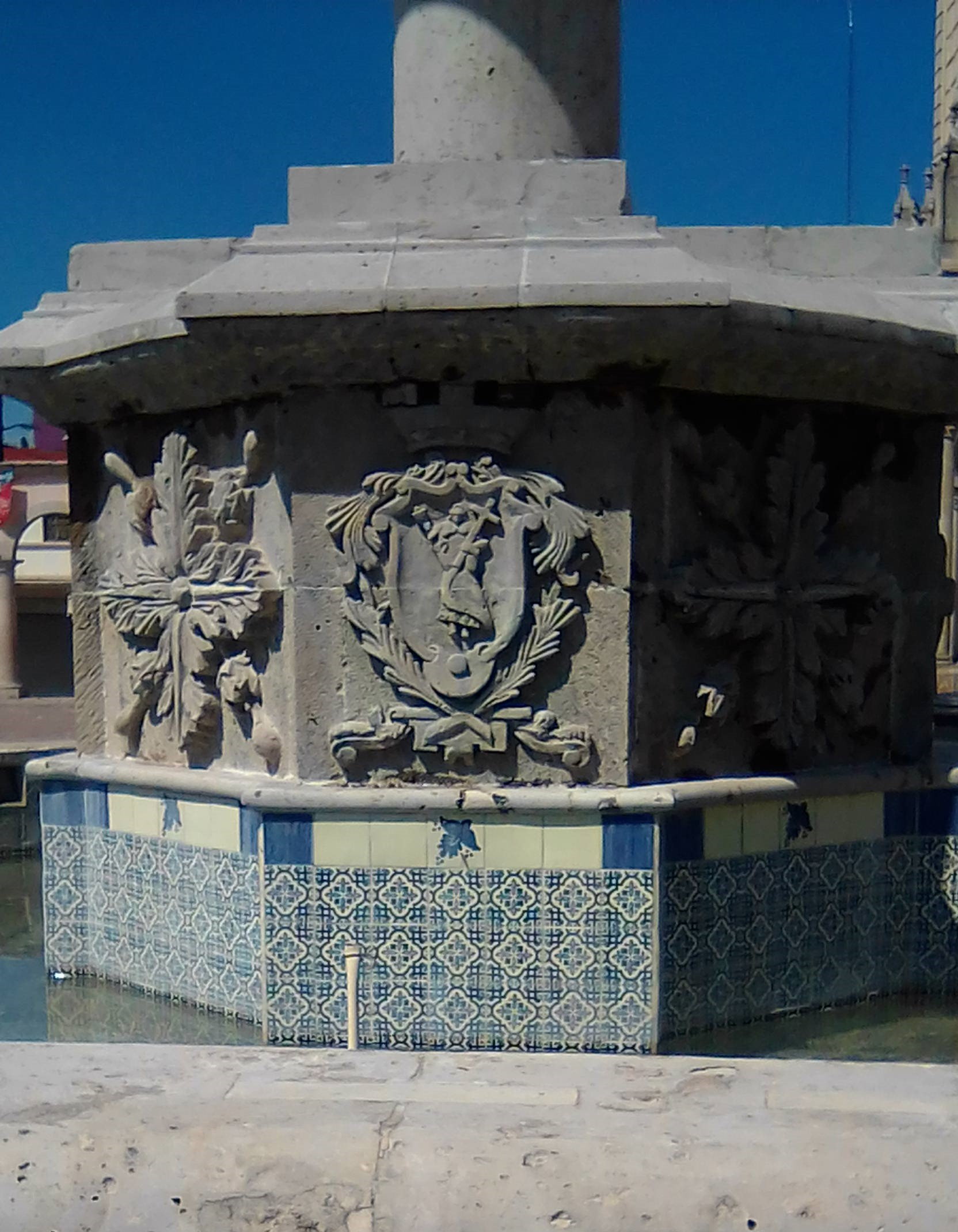
Escudo de Guanajuato en la fuente del atrio de la Parroquia de San Miguel Arcángel en la ciudad de Uriangato, Guanajuato.